# Cantone di L'Huisserie
Il Cantone di L'Huisserie è una divisione amministrativa dell'Arrondissement di Laval.
È stato costituito a seguito della riforma approvata con decreto del 21 febbraio 2014, che ha avuto attuazione dopo le elezioni dipartimentali del 2015.

## Composizione
Comprende i 9 comuni di:
- Ahuillé
- Entrammes
- Forcé
- L'Huisserie
- Louvigné
- Montigné-le-Brillant
- Nuillé-sur-Vicoin
- Parné-sur-Roc
- Soulgé-sur-Ouette